# A magyar nyelv kézikönyvei
A magyar nyelv kézikönyvei a Tinta Könyvkiadó által 1998-ban indított könyvsorozat, amelynek 2024-ben jelent meg a 33. kötete.

## A könyvsorozat jellemzése
A sorozat nagyobb terjedelmű, a nyelvészethez kapcsolódó, illetve a magyar nyelv szavait, kifejezéseit különböző szempontok alapján lajstromozó munkákat foglal magában, elsősorban egynyelvű szótárakat, enciklopédiákat. Kötetei között található szólás- és közmondásszótár, szinonima- és antonimatszótár, etimológiai szótár, értelmező szótár, tájszótár, hasonlatszótár, kiejtési szótár, helyesírási szótár, továbbá stilisztikai és alakzatlexikon, idegen szavak szótára, illetve állat- és növényneveket, valamint rövidítéseket tartalmazó enciklopédia is, de helyet kapott a sorozatban versantológia, nyelvi játékokat tartalmazó gyűjtemény és átfogó jellegű magyar grammatika is.
A magyar nyelv kézikönyveinek sorozatszerkesztője Kiss Gábor nyelvész, a Tinta Könyvkiadó igazgatója. A sorozat köteteinek szerzői, szerkesztői elismert nyelvészek, lexikográfusok: Ara Rauch, Balázsi József Attila, Bárányné Szabadkai Éva, Bárdosi Vilmos, Bicsérdy Gábor, Eőry Vilma, Fercsik Erzsébet, Forgács Tamás, Grétsy László, Hajdú Mihály, Hegedűs Rita, Kemény Gábor, Kiss Gábor, Kiss Jenő, Kiss Margit, Makkai Ádám, Mihalik István, Pajzs Júlia, Pusztai Ferenc, Raátz Judit, Rácz János, Sass Bálint, Szathmári István, Temesi Viola, T. Litovkina Anna, Tótfalusi István, Váradi Tamás, Zaicz Gábor.
A sorozatban megjelent kötetek közül a könyvszakma többet is díjakkal ismert el. Az MTA Szótári Munkabizottsága a Kiváló Magyar Szótár díjat ítélte Forgács Tamás Magyar szólások és közmondások szótára, Litovkina Anna Magyar közmondástár és Eőry Vilma Értelmező szótár+ című szótárainak. Eőry Vilma Magyar értelmező szótár diákoknak című munkája Budai-díjban részesült. A Könyvtárosok Országos Egyesületének ajánlása alapján a Nemzeti Kulturális Örökség Minisztériuma a Kiss Gábor szerkesztésében megjelent Magyar szókincstárnak ítélte a Fitz József-könyvdíjat; ez a kötet elnyerte továbbá a Szép Magyar Könyv díját is 1998-ban a Magyar Könyvkiadók és Könyvterjesztők Egyesülésének döntése alapján, Budapest XI. Kerületi Önkormányzatától pedig a Pro Cultura díjat.

## A sorozat kötetei
1. Kiss Gábor (főszerkesztő): Magyar szókincstár. Rokon értelmű szavak, szólások és ellentétek szótára, 1998[1]
2. Grétsy László (szerkesztő): A mi nyelvünk Íróink és költőink a magyar nyelvről, 2000[2]
3. Bárányné Szabadkai Éva, Mihalik István (szerkesztő): Közgazdasági helyesírási szótár. Szakszavak, kifejezések, szókapcsolatok és rövidítések gyűjteménye, 2002[3]
4. Makkai Ádám (szerkesztő): A csodaszarvas nyomában. A legszebb ezer vers költészetünk nyolc évszázadából, 2002[4]
5. Bárdosi Vilmos (főszerkesztő): Magyar szólástár. Szólások, helyzetmondatok, közmondások, értelmező és fogalomköri szótára, 2003[5]
6. Forgács Tamás: Magyar szólások és közmondások szótára. Mai nyelvünk állandósult szókapcsolatai példákkal szemléltetve. 2003[6]
7. Szathmári István: Stilisztikai lexikon. Stilisztikai fogalmak magyarázata szépirodalmi példákkal szemléltetve, 2004[7]
8. Tótfalusi István: Idegenszó-tár. Idegen szavak értelmező és etimológiai szótára, 2004[8]
9. Grétsy László, Kemény Gábor (szerkesztő): Nyelvművelő kéziszótár, 2005[9]
10. T. Litovkina Anna: Magyar közmondások nagyszótára, 2005[10]
11. Tótfalusi István: Kiejtési szótár. Idegen nevek, szavak, kifejezések és szólások helyes kiejtése, 2006[11]
12. Zaicz Gábor (főszerkesztő): Etimológiai szótár. Magyar szavak és toldalékok eredete, 2006, 2021 (második, javított, bővített kiadás)[12]
13. Eőry Vilma (főszerkesztő): Értelmező szótár+. Értelmezések, példamondatok, szinonimák, ellentétek, szólások, közmondások, etimológiák, nyelvhasználati tanácsok és fogalomköri csoportok, 2007[13]
14. Eőry Vilma (főszerkesztő): Értelmező szótár+. 2. kötet, 2007
15. Szathmári István (főszerkesztő): Alakzatlexikon. A retorikai és stilisztikai alakzatok kézikönyve, 2005[14]
16. Fercsik Erzsébet, Raátz Judit: Keresztnevek enciklopédiája. A leggyakoribb női és férfinevek, 2009[15]
17. Hajdú Mihály: Családnevek enciklopédiája. Leggyakoribb mai családneveink, 2010[16]
18. Bárdosi Vilmos: Magyar szólások, közmondások értelmező és fogalomköri szótára, 2009[17]
19. Rácz János: Növénynevek enciklopédiája. Az elnevezések eredete, a növények kultúrtörténete és élettani hatása, 2010[18]
20. Tótfalusi István: Magyarító szótár. Idegen szavak magyarul, 2011[19]
21. Sass Bálint, Váradi Tamás, Pajzs Júlia, Kiss Margit: Magyar igei szerkezetek. A leggyakoribb vonzatok és szókapcsolatok szótára, 2011[20]
22. Temesi Viola (főszerkesztő): Magyar ellentétszótár. Ellentétes jelentésű szavak szótára, 2012[21]
23. Bicsérdy Gábor: Rövidítések enciklopédiája. 12 000 magyar és idegen nyelvű rövidítés, mozaikszó feloldása és magyarázata, 2012[22]
24. Rácz János: Állatnevek enciklopédiája. A gerincesek elnevezéseinek eredete, az állatok kultúrtörténete, néprajza és mitológiája, 2012[23]
25. Kiss Gábor (főszerkesztő): Régi szavak szótára. Kihalt, elfeledett és kiveszőben lévő szavak, szóalakok és szójelentések magyarázata, 2012[24]
26. Grétsy László: Nyelvi játékaink nagykönyve, 2012[25]
27. Bárdosi Vilmos: Szólások, közmondások eredete. Frazeológiai etimológiai szótár, 2015[26]
28. Balázsi József Attila: Hasonlatszótár. A magyar nyelv régi és új szóláshasonlatai, 2017[27]
29. Kiss Jenő, Pusztai Ferenc (főszerkesztő): A magyar nyelvtörténet kézikönyve, 2018[28]
30. Kiss Gábor (főszerkesztő): Nagy magyar tájszótár. 55 000 népies, tájnyelvi és archaikus szó magyarázata, 2019[29]
31. Hegedűs Rita: Magyar nyelvtan. Formák, funkciók, összefüggések, 2019[30]
32. Balázsi József Attila, Kiss Gábor: Jókai-enciklopédia. Szavak, kifejezések magyarázata és személyek, földrajzi helyek, történelmi események bemutatása, 2020[31]
33. Ara Rauch: Szókereső írószótár. Magyar főnevek szókapcsolatai, 2024